# الشركة السعودية القابضة للطاقة النووية
الشركة السعودية القابضة للطاقة النووية شركة سعودية، تعمل في مجال تشغيل وتطوير المرافق النووية لإنتاج الطاقة والمياه المحلَّاة والتطبيقات الحرارية.

## نبذة
عملت مدينة الملك عبدالله للطاقة الذرية والمتجددة على تأسيس شركة نووية قابضة لتكون كيان قانوني مستقل لمتابعة وتحقيق المصالح التجارية للمشروع الوطني للطاقة الذرية في المملكة العربية السعودية عن طريق المشاركة والاستثمار في المشاريع والأصول ذات الجدوى الاقتصادية محليًا وعالميًا، بالإضافة إلى تطوير وامتلاك وتشغيل الأصول النووية لإنتاج الطاقة الكهربائية وتحلية المياه المالحة من خلال الشركات التابعة أو المنشأة بشكل مشترك. حيث تمثل الشركة مكونًا هامًا في توطين التقنية وبناء القدرات البشرية في مجال الصناعة النووية وتعزيز المحتوى المحلي وفق مؤشرات الأداء والمعايير التي تحددها المدينة، وتشمل أهداف الشركة على سبيل المثال لا الحصر:
- إمتلاك الصفة الاعتبارية القانونية المستقلة  التي تمكّنها من ممارسة الأعمال التجارية للمشروع الوطني للطاقة الذرية في المملكة العربية السعودية.

- بناء وعاء تمويلي للحصول على التمويل اللازم للمشروع.
- العمل كشريك استراتيجي مع مستثمري القطاع الخاص وموردي التقنية المستهدفين في المشروع الوطني للطاقة الذرية.[2][3]

## حاجة المملكة للطاقة النووية
يتزايد الطلب على الطاقة الكهربائية بما يزيد عن 7% سنويًا وهذا يمثل طلبًا متزايدًا على الموارد الهيدروكربونية، وهو ما يتطلب استخدام مصادر بديلة ومستدامة وموثوقة لتوليد الكهرباء وإنتاج المياه المحلاة، والتي بدورها ستقلل من استهلاك الوقود الأحفوري، وكذلك سيخفف من انبعاث الغازات المسببة للاحتباس الحراري. ودخول الطاقة النووية سيزيد من توفر ضمان إضافي لإنتاج الماء والكهرباء في المستقبل ويوفر في الوقت ذاته الموارد الهيدروكربونية لفترة أطول، كما أنه سيعزز صناعة الطاقة في المملكة وما يتبع ذلك من توفير فرص وظيفية وتنمية قطاعي الصناعة والاستثمار.
وفعلًا بدأت أولى الخطوات في عام 2009، عندما صدر مرسوم ملكي جاء فيه أن «تطوير الطاقة الذرية يعد أمرًا أساسيًا لتلبية المتطلبات المتزايدة للمملكة للحصول على الطاقة اللازمة لتوليد الكهرباء وإنتاج المياه المحلاة وتقليل الاعتماد على استهلاك الموارد الهيدروكربونية»، هذه الخطوة كانت بداية الإعلان الرسمي لسعي المملكة في الحصول على «طاقة نووية» سلمية تبعها الإعلان عن إنشاء مدينة الملك عبد الله للطاقة الذرية والمتجددة في 2010م والتي تهدف إلى بناء مستقبل مستدام للمملكة من خلال إدراج مصادر الطاقة الذرية والمتجددة ضمن منظومة الطاقة المحلية.